# Eclipse lunar de 3 de março de 1988
| Eclipse Lunar Penumbral 3 de março de 1988 | Eclipse Lunar Penumbral 3 de março de 1988 |
| --- | ------------------------------------------ |
| A Lua cruzou a região norte da penumbra terrestre, de oeste para leste (da direita para a esquerda), com a Lua gradualmente menos brilhante e pouco mais escurecido ao sul. |                                            |
| Gamma | +0,9885                                    |
| Saros (e membro) | 113 (62 de 71)                             |
| Sequência de eclipses lunares |                                            |
| Anterior | 7 de outubro de 1987                       |
| Próximo | 27 de agosto de 1988                       |
| Duração (hr:mn:sc) |                                            |
| Penumbral | 4:53:45                                    |
| Fases e Horários do Eclipse (UTC) |                                            |
| P1 | 13:45:52                                   |
| Máximo | 16:12:45                                   |
| P4 | 18:39:37                                   |

O eclipse lunar de 3 de março de 1988 foi um eclipse penumbral, o primeiro de dois eclipses lunares do ano e único como penumbral. Teve magnitude penumbral de 1,0907 e umbral de -0,0017. Teve duração total de quase 294 minutos ou cinco horas.
A Lua atravessou a parte norte da faixa de penumbra da Terra, o qual conseguiu cobrir totalmente ou 100% a sua superfície. Assim, o disco lunar perdeu boa parte seu brilho normal, além de escurecer gradualmente a região sul, que estava bem no limite entre a penumbra e o cone de sombra, porém insuficiente para ocorrer um eclipse parcial. Foi um dos eclipses penumbrais mais escuros possíveis nos últimos séculos, o mais escuro e longo do século XX, com quase 5 horas de duração do início ao fim do eclipse, além de magnitude penumbral 1,0907, um recorde.
Mesmo assim, os eclipses penumbrais são mais difíceis de serem notados a olho nu, sendo preciso observar atentamente antes e durante o eclipse para perceber as mudanças. O ideal é observar via telescópio ou ainda fotografar o fenômeno.
A Lua atravessou a parte norte da penumbra da Terra, em nodo descendente, dentro da constelação de Leão, ao lado das estrelas 56, 58 Leonis, 59 Leonis (c Leo) e 63 Leonis (χ Leo), além de relativamente perto das estrelas 52 Leonis (k Leo) e 70 Leonis (Θ Leo - Chertan).

## Penumbral Total
Como a Lua ficou 100% imersa na zona de penumbra terrestre, ocorreu o chamado '''eclipse lunar penumbral total''', quando a penumbra cobre totalmente o satélite. Esse subtipo de eclipse penumbral são mais raros de ocorrer, em média até 10% dos casos, e também são mais escuros do que os eclipses penumbrais comuns. Em grande parte, somente parte do disco lunar fica coberto pela faixa penumbral.
Este também foi o último do tipo no século XX. O eclipse penumbral total anterior ocorreu sete anos antes, em 20 de janeiro de 1981. O próximo não ocorrerá até 14 de março de 2006, que será também o primeiro do século XXI.

## Série Saros
Eclipse pertencente ao ciclo lunar Saros de série 113, sendo este membro de número 62, totalizando 71 eclipses na série. Foi o primeiro do tipo penumbral da série. O último eclipse foi o eclipse parcial de 21 de fevereiro de 1970, último parcial do ciclo, e o próximo será com o eclipse penumbral de 14 de março de 2006, também do tipo penumbral total.

## Visibilidade
Foi visível sobre a Ásia, Austrália, Nova Zelândia, Oceano Índico,  grande parte da África, Europa e do Pacífico, e na faixa oeste do Canadá e Estados Unidos, na América do Norte.
| Região do planeta onde foi visível durante o máximo do eclipse - 16:13 UTC. A região entre a Malásia e as Filipinas obteve a melhor observação do meio do eclipse, de onde foi visível à meia-noite. |
| Mapa de visibilidade do eclipse |